# Alexander Nikolajewitsch Wartschenko

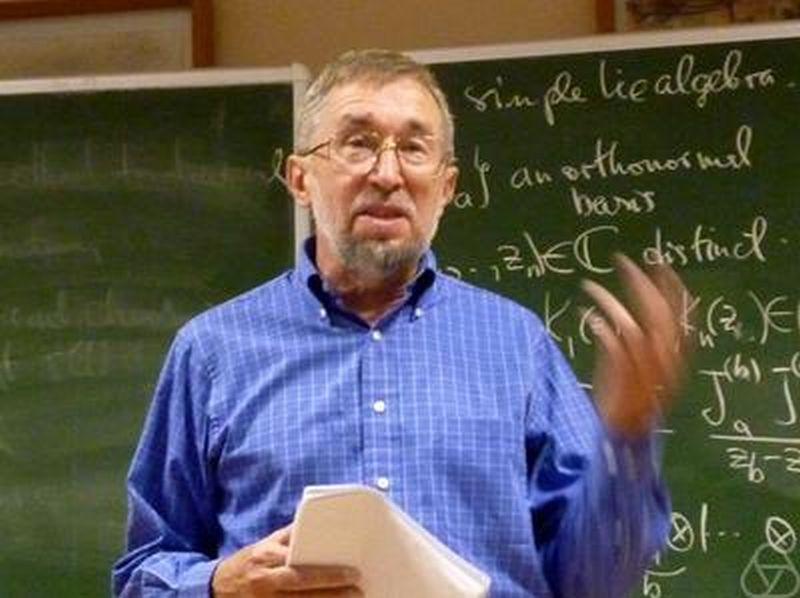
Alexander Varchenko, 2010

Alexander Nikolajewitsch Wartschenko (russisch Александр Николаевич Варченко; englische Transkription Alexander Nikolaevich Varchenko, * 9. Februar 1949) ist ein russisch-US-amerikanischer Mathematiker, der sich mit Topologie, algebraischer Geometrie und mathematischer Physik beschäftigt.
Wartschenko besuchte ein Spezialinternat für Mathematik in Moskau und studierte an der Lomonossow-Universität, wo er 1971 sein Diplom machte und 1974 bei Wladimir Arnold promovierte (Kandidatentitel). Seine erste mathematische Arbeit veröffentlichte er noch als Student 1969. Von 1974 bis 1984 forschte er an der Lomonossow, an der er sich 1982 habilitierte (russischer Doktortitel). Ab 1984 war er Professor für Mathematik am Moskauer Institut für Öl und Gas. Seit 1991 ist er Professor an der University of North Carolina in Chapel Hill. 1990/91 war er am Institute for Advanced Study. Er war unter anderem Gastwissenschaftler an der Universität Bonn (1977) und dem Max-Planck-Institut für Mathematik in Bonn (1992, 1998, 2001, 2002), am IHES, am RIMS in Kyōto, an der ETH Zürich, am Massachusetts Institute of Technology, der Universität Tokio, der Universität Paris und der Universität Leiden.
Wartschenko arbeitete als Schüler von Arnold auf dem von diesem erforschten Gebiet der Singularitätentheorie differenzierbarer Abbildungen. Weiter beschäftigte er sich mit der Anwendung von Darstellungstheorie (von Liegruppen und Quantengruppen) und algebraischer Geometrie auf spezielle Funktionen und exakt lösbare Gleichungen der mathematischen Physik.
1973 erhielt er den Preis der Moskauer Mathematischen Gesellschaft. 1990 hielt er einen Plenarvortrag auf dem ICM in Kyōto (Multidimensional hypergeometric functions in Conformal Field Theory, Algebraic K-Theory, Algebraic Geometry) und 1974 war er Invited Speaker auf dem ICM in Vancouver (Algebro-geometrical equisingularity and local topological classification of smooth mappings).

## Schriften
- mit Arnold, Sabir Gusein-Zade: Singularities of Differentiable Maps, 2 Bände, Birkhäuser 1985, 1988
- mit Pavel Etingof: Why the boundary of a round drop becomes a curve of order four, American Mathematical Society 1992
- Multidimensional hypergeometric functions and representation theory of Lie algebras and quantum groups, World Scientific 1995
- mit Vitaly Tarasov: Geometry of q-hypergeometric functions, quantum affine algebras and elliptic quantum groups, Paris, SMF 1997
- Special functions, KZ type equations, and representation theory, American Mathematical Society 2003